# Ngân hàng thương mại Eritrea

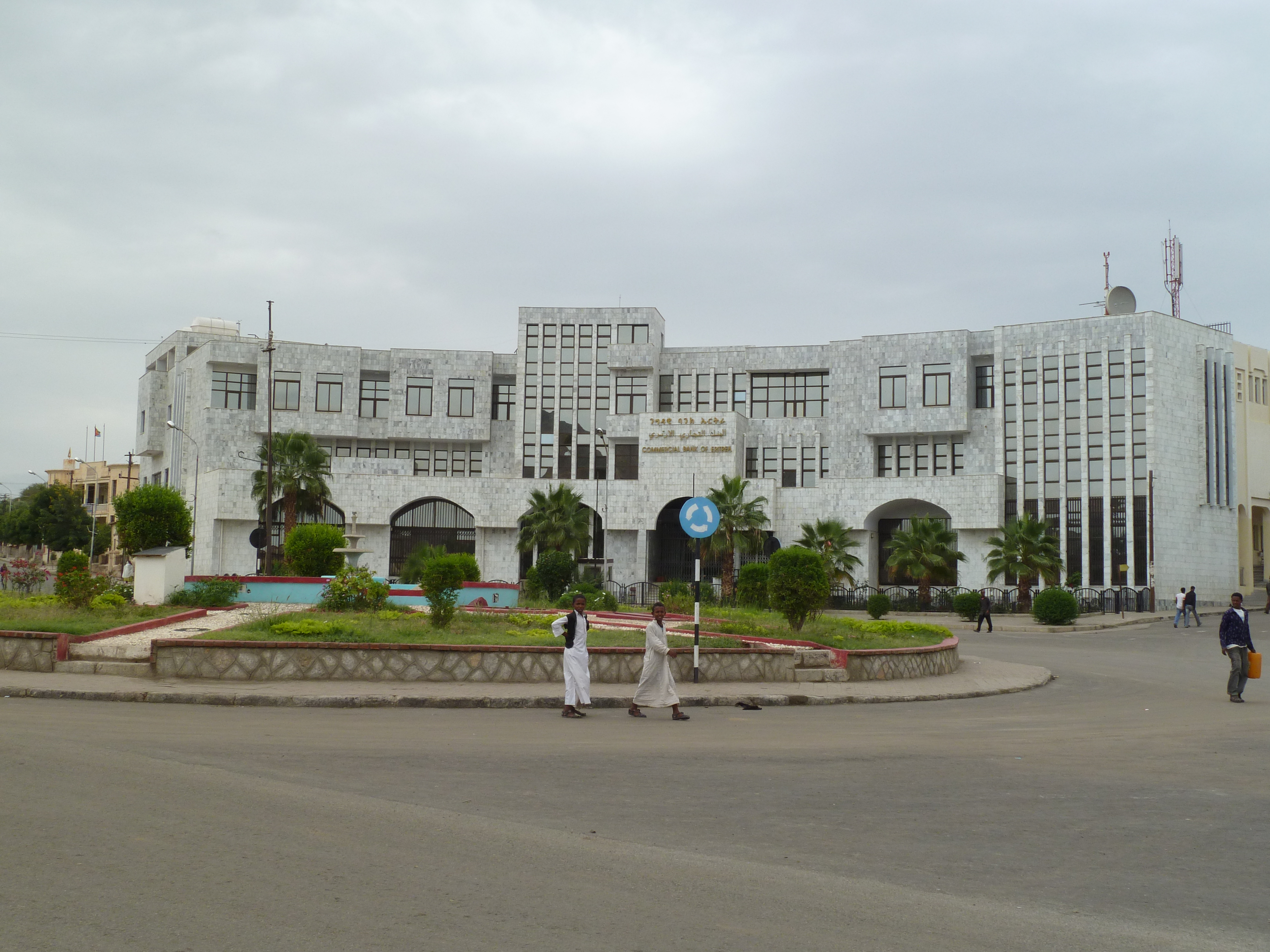
Tòa trụ sở của Ngân hàng thương mại Eritrea ở Asmara

Ngân hàng thương mại Eritrea là một ngân hàng toàn cầu có trụ sở tại Asmara và là chi nhánh duy nhất của ngân hàng này ở Eritrea mà không có bất kì ngân hàng con nào khác.
Đây là một ngân hàng thuộc sở hữu của chính phủ Eritrea với 17 chi nhánh trên cả nước. Ngân hàng đã ký kết các thỏa thuận tài chính với Citibank và Deutsche Bank để thành lập dịch vụ chuyển tiền quốc tế.

## Lịch sử
Khi tỉnh Eritrea trước đây giành được độc lập từ Ethiopia vào năm 1993, nó đã tiếp quản các văn phòng ngân hàng và chi nhánh ở Eritrea của Ngân hàng Thương mại Ethiopia.
Nó được chính thức thành lập vào năm 1994 với tên Ngân hàng thương mại Eritrea và chính thức được chứng nhận là một tổ chức ngân hàng độc lập.